# Gage Skidmore
Gage Skidmore (Terre Haute, 16 de maio de 1993) é um fotógrafo norte-americano e colaborador da Creative Commons conhecido principalmente por fotografar políticos norte-americanos. O trabalho de Skidmore foi usado por várias publicações, incluindo The Washington Post, The New Republic, The Atlantic, The New York Times, Associated Press, NPR e muitas outras.

## Educação

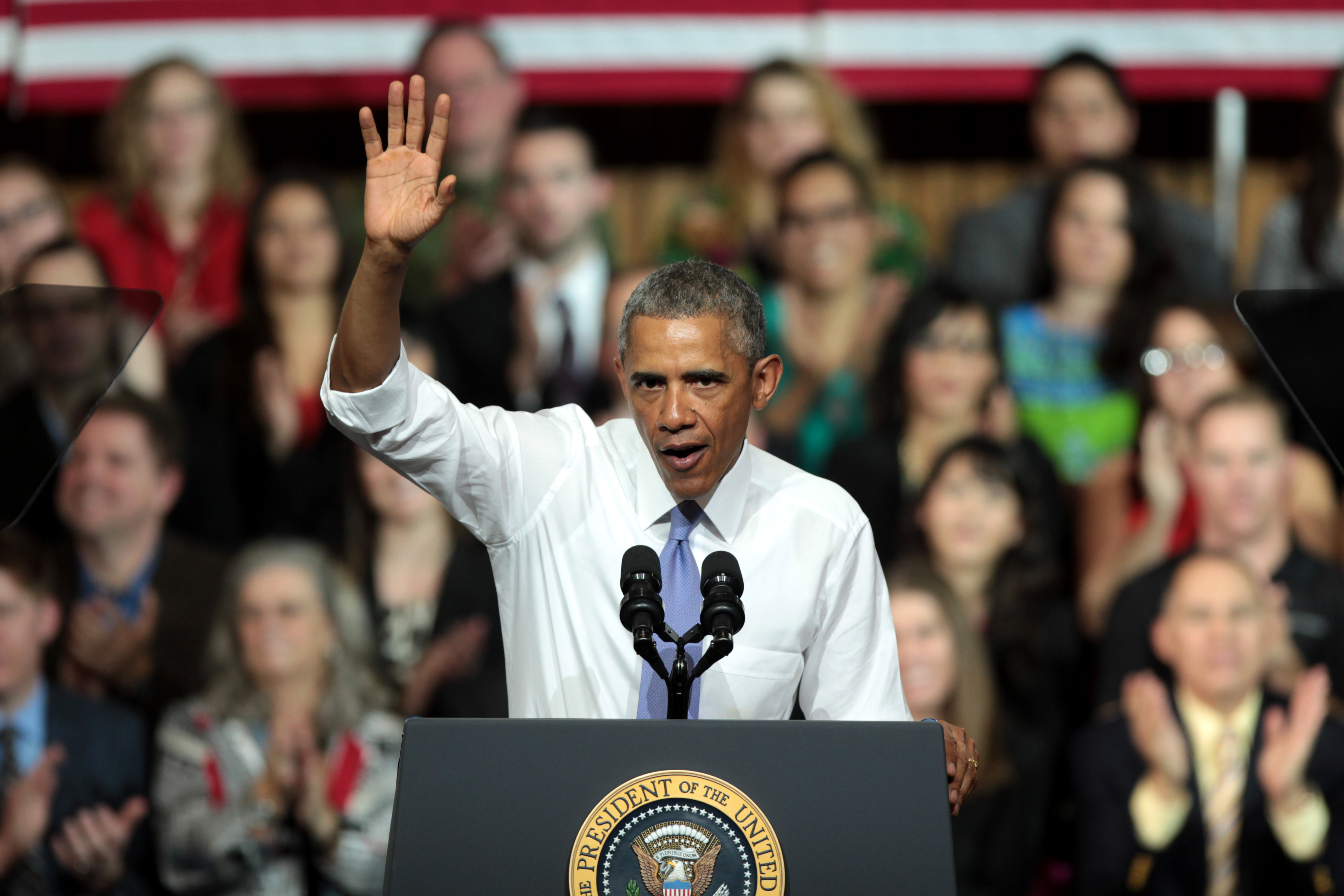
Foto de Barack Obama, tirada por Skidmore em 2015

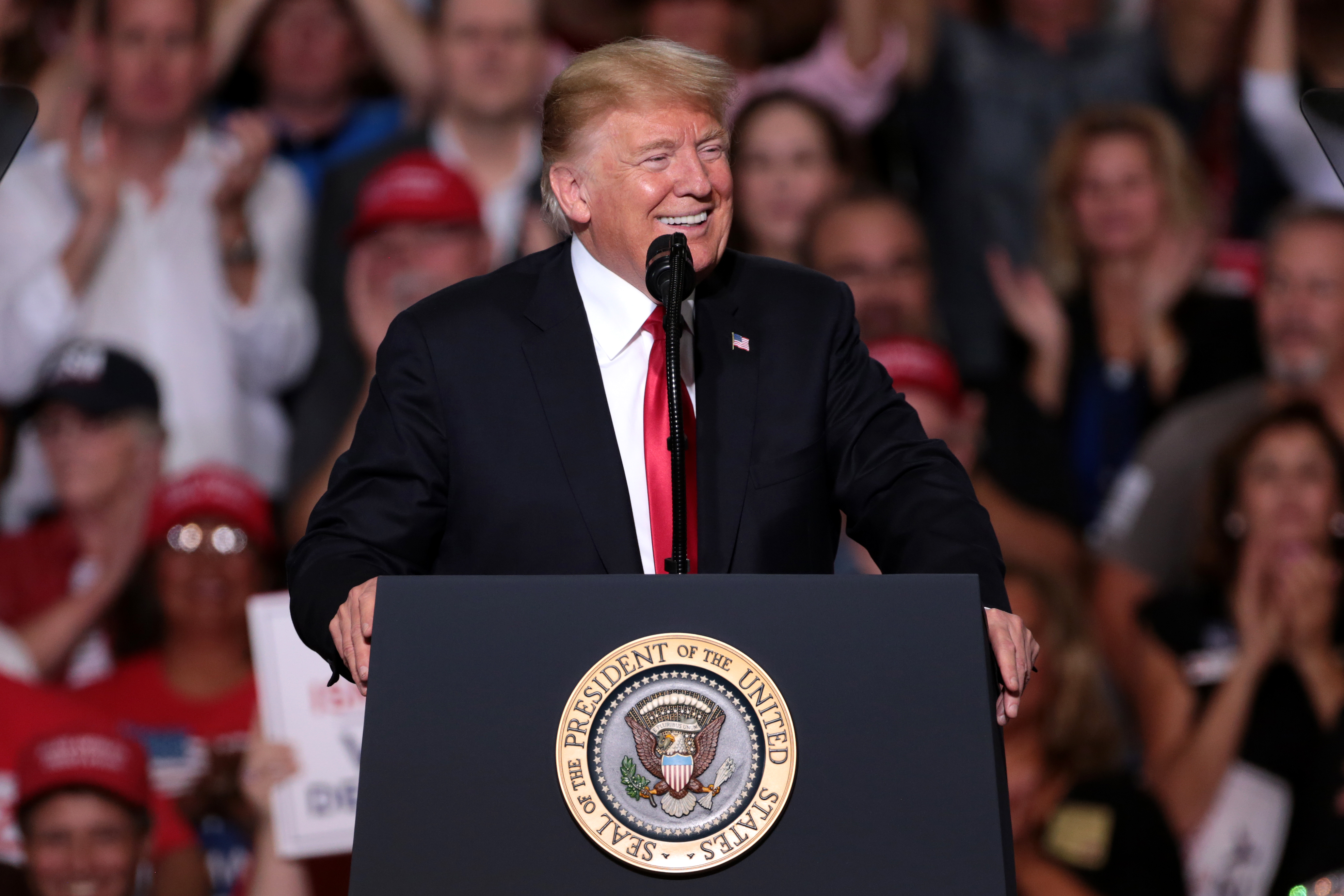
Foto de Donald Trump, tirada por Skidmore em 2018

Skidmore frequentou o ensino médio em Indiana, depois se mudou para o Arizona, onde estudou no Glendale Community College e na Universidade Estadual do Arizona.

## Carreira
Skidmore começou a tirar fotos em março de 2009, aos 16 anos, quando comprou uma Canon EOS 450D para fotografar a San Diego Comic-Con. No ano seguinte ele fotografou políticos em eventos organizados pela campanha de Rand Paul durante a eleição de 2010 para o Senado em Kentucky. Skidmore apoiou o pai de Rand Paul, Ron Paul, durante a eleição presidencial de 2008. Durante a candidatura presidencial de Ron Paul em 2012, Skidmore tirou um ano fora da escola para fotografar Paul e vários republicanos proeminentes. Skidmore é um dos fotógrafos políticos mais publicados nos Estados Unidos.
Durante a eleição presidencial de 2016, as fotografias de Skidmore foram usadas pelo The Atlantic, The Washington Post, a Associated Press e NPR, bem como no site oficial do candidato presidencial Donald Trump.
Skidmore também participou de convenções de cultura pop e fotografou várias celebridades de Hollywood, incluindo Angelina Jolie, Bruce Willis, Sandra Bullock, Tom Cruise e Samuel L. Jackson. Estima-se que suas fotos tenham sido republicadas um milhão de vezes. De acordo com a Priceonomics, ele postou quase 40 000 fotos de candidatos presidenciais e celebridades no Flickr desde 2010, e sua conta no Flickr foi vinculada 30 milhões de vezes. Atualmente, seu Flickr conta com mais de 75 000 fotografias.
Além de seu trabalho na Creative Commons, Skidmore foi contratado como fotógrafo pela National School Choice Week, The Western Journal, Conservative Review e Reason.